# 名誉塾長
名誉塾長（めいよじゅくちょう）は、塾と称する機関を定める組織が名誉職として任ずる塾長の役職または称号である。類似の職名に名誉塾頭がある(本項で解説)。

## 名誉塾長

### 都道府県における名誉塾長
都道府県では農業や漁業、観光など特定の産業の担い手を育成する目的で塾を開設されており、主に知事が名誉塾長を務めている。2002年8月には大分県で漁業の次世代リーダー育成を目的とし、大分県知事の平松守彦を名誉塾長とする「豊の浜塾」が、同年9月には様々な職種ごとにのリーダー育成を目的に「豊の匠塾」が開講したのはその例である。また、2009年には石川県が新規就農者の育成支援を目的に、石川県知事の谷本正憲を名誉塾長とする「耕稼塾」を開講している、2016年には宮崎県が宮崎県知事河野俊嗣を名誉塾長とする「観光みやざき創生塾」が開講し、観光の専門家養成を目的とした講義を実施している。

### 市町村における名誉塾長
市町村では、2006年には兵庫県神戸市教育委員会が現役の公立学校教師の授業力を養成する目的で、当時の兵庫教育大学学長 梶田叡一を名誉塾長とする「神戸教師塾」を開講したほか、同年同月、福井県越前町教育委員会が哲学者の梅原猛を名誉塾長とする同町の歴史を学ぶ越前学悠久塾が開講している。同じく2006年には福岡県北九州市が50歳以上の社会人に退職後の社会貢献活動で活躍をしてもらう目的で市長を名誉塾長とする「生涯現役夢追塾」を開講し、現在は同市社会福祉協議会の運営下に置かれるものの、引き続き市長を名誉塾長として運営している。

### 政党における名誉塾長
政党では政治家養成等を目的とした政治の塾を開講し、政治家志望者、政治に関心のある人物に一定期間講義を行われており、その講師として政治家やゲストが毎回講義を行っている。なお、その責任者は塾長ないし名誉塾長として国会議員などが務めている。一例として2014年には自由民主党香川県支部連合会(以下、自民党香川県連)では同県連所属の衆議院議員平井卓也を名誉塾長とした香川政経塾を開講している。

### 私塾における名誉塾長
私塾としては、三重県伊勢市にある老舗菓子店 赤福社長の母濱田ゆきが日本の伝統文化や生活文化を守る人材育成を目的に私財を投じて特定非営利活動法人として「五十鈴塾」を開講。國學院大學名誉教授の岡野弘彦を名誉塾長、元神宮徴古館館長の矢野健一を塾長に迎え、大学教授や俳人らを講師として、茶道、華道、香道。郷土史、民俗学など35講座を運営している。また、新潟県長岡市では同市出身の作家 半藤一利が長岡が生んだ歴史上の人物を伝える「越後長岡米百俵塾」を主宰し、自ら名誉塾長として市民に講演活動を行っている。

## 名誉塾頭

### 市町村における名誉塾頭
名古屋市では、2013年に中小企業振興基本条例を制定したことを機に、市内の中小企業が新事業進出や販路開拓に挑戦していく際の支援策として名古屋挑戦型企業塾を開講しており、名古屋市長の河村たかしが名誉塾頭を務めている。

### 報道資料
- 『朝日新聞』2002年5月11日朝刊
- 『朝日新聞』2002年8月30日朝刊大分1版
- 『読売新聞』2002年9月15日西部朝刊二大分版
- 『読売新聞』2006年6月1日大阪町夕刊神明2版
- 『読売新聞』2006年6月5日大阪朝刊福井2版
- 『読売新聞』2009年4月23日東京朝刊石川版
- 『読売新聞』2013年6月30日西部朝刊北九版
- 『読売新聞』2012年6月20日東京朝刊新潟2版
- 『読売新聞』2014年9月29日大阪朝刊香川版
- 『読売新聞』2016年9月7日西部朝刊二宮崎版

### インターネット資料
- 名古屋市ウェブサイト「名古屋挑戦型企業塾のご案内」